# Liñares (Pontevedra)
Liñares (oficialmente Santa María de Liñares) es una parroquia española del municipio de Las Nieves, perteneciente a la provincia de Pontevedra, en la comunidad autónoma de Galicia.

## Toponimia
El lugar puede aparecer referido como «Liñares», «Linares», «Santa María de Liñares» y «Santa María de Linares».

## Historia
Hacia mediados del siglo XIX, el lugar, ya por entonces perteneciente a Setados, tenía contabilizada una población de 210 habitantes. Aparece descrito en el décimo volumen del Diccionario geográfico-estadístico-histórico de España y sus posesiones de Ultramar de Pascual Madoz con las siguientes palabras:

LIÑARES ó LINARES (Sta. Maria). felig. en la prov. de Pontevedra (7 leg.), part, jud. de Puenteareas (2), dióc. de Tuy (3), ayunt. de Setados (1/8): sit. á la der. del r. Miño en un llano, combatido por todos los vientos: el clima es templado y las enfermedades comunes dolores de costado y calenturas tercianarias. Tiene 64 casas y una escuela de primeras letras frecuentada por escaso número de niños, y desempeñada gratuitamente por el teniente de cura. Para surtido del vecindario hay 4 fuentes de muy buenas aguas. La igl. parr. (Sta. Maria) es aneja de Sta. Eugenia de Setados. Confina el térm. N, E. y O. con la felig. de Santiago de Totoreos, y por S. con el r. Miño. Ademas de este r. le cruza de N. á S. un riach. que nace en la parr. de Taboeja. El terreno en su mayor parte es secano, pero de buena calidad, y tiene algun arbolado. Los caminos conducen á Tuy, Porriño y Vigo, su estado regular: el correo se recibe de Tuy y Puenteareas. prod : vino, maiz, fréjoles, lino, algun trigo, centeno, cebada, patatas, y pocas frutas: se cria ganado vacuno y algun lanar; caza de conejos, liebres, perdices, codornices y otras aves; hay zorros y lobos; y pesca de truchas anguilas, lampreas, salmones etc. en el Miño. ind.: la agrícola y 4 molinos harineros. comercio: estraccion de vino para Vigo y Tuy. pobl.: 64 vec., 210 alm. contr.: con su ayunt. (V.)
(Madoz, 1847, p. 305)

En 2022, tenía empadronados 122 habitantes.